# Acme (Washington)
Acme és una concentració de població designada pel cens dels Estats Units a l'estat de Washington. Segons el cens del 2000 tenia 263 habitants.

## Demografia
Segons el cens del 2000, Acme tenia 263 habitants, 82 habitatges, i 66 famílies. La densitat de població era de 10,4 habitants per km².
Dels 82 habitatges en un 53,7% hi vivien nens de menys de 18 anys, en un 61% hi vivien parelles casades, en un 9,8% dones solteres, i en un 19,5% no eren unitats familiars. En el 13,4% dels habitatges hi vivien persones soles el 4,9% de les quals corresponia a persones de 65 anys o més que vivien soles. El nombre mitjà de persones vivint en cada habitatge era de 3,2 i el nombre mitjà de persones que vivien en cada família era de 3,52.
Per edats la població es repartia de la següent manera: un 37,6% tenia menys de 18 anys, un 8,4% entre 18 i 24, un 28,5% entre 25 i 44, un 19,8% de 45 a 60 i un 5,7% 65 anys o més.
L'edat mediana era de 30 anys. Per cada 100 dones de 18 o més anys hi havia 90,7 homes.
La renda mediana per habitatge era de 41.964 $ i la renda mediana per família de 48.854 $. Els homes tenien una renda mediana de 52.708 $ mentre que les dones 0 $. La renda per capita de la població era de 17.147 $. Cap de les famílies i el 13,2% de la població estaven per davall del llindar de pobresa.

## Poblacions més properes
El següent diagrama mostra les poblacions més properes.